# Parasilvanus tenuis
Parasilvanus tenuis es una especie de coleóptero de la familia Silvanidae.

## Distribución geográfica
Habita en Etiopía.